# Giulio Camagni

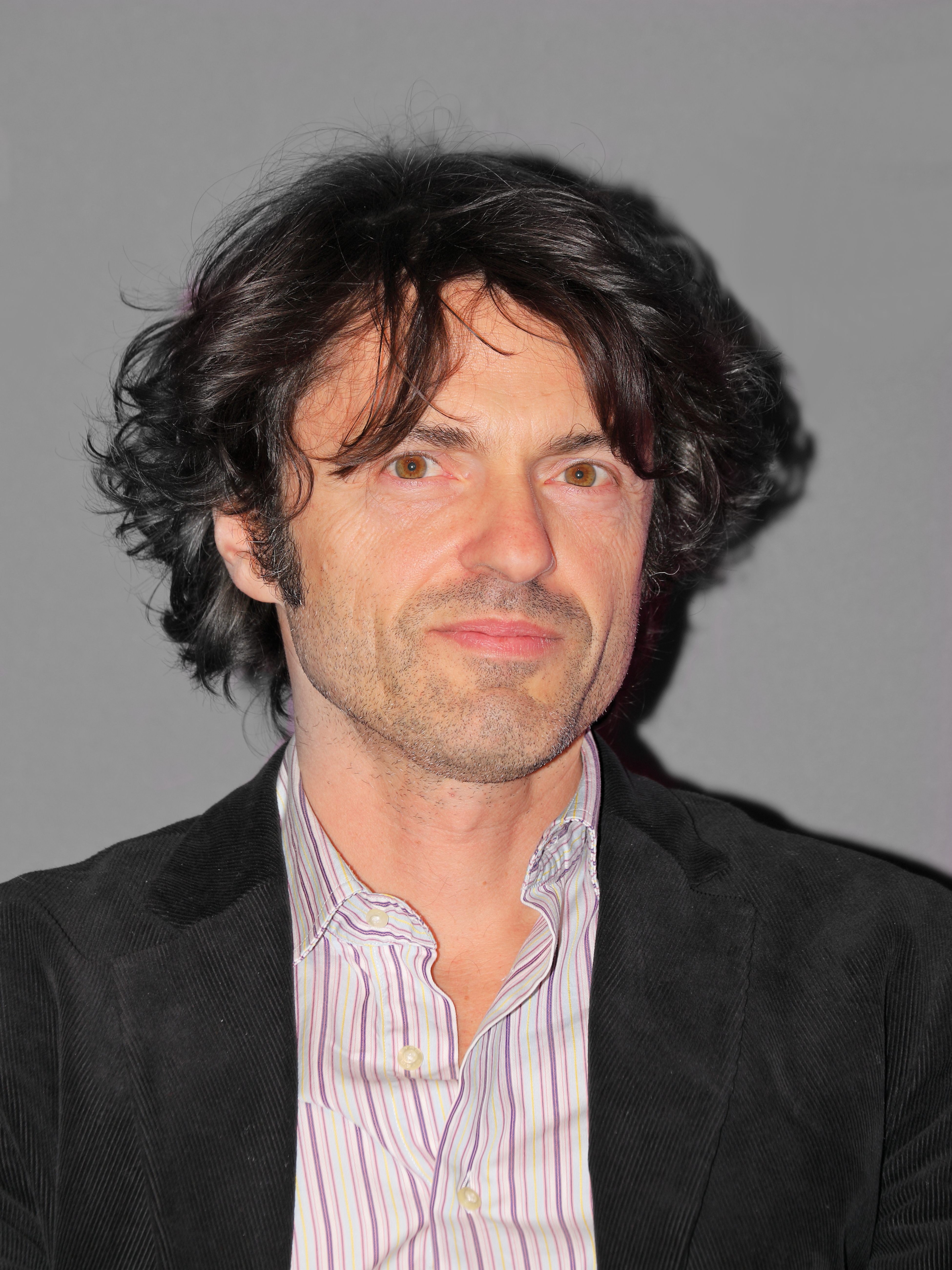
Giulio Camagni

Giulio Camagni (* 25. März 1973 in Udine) ist ein italienischer Comiczeichner und -autor sowie Maler.

## Werdegang
Im Alter von 17 Jahren zeichnete Giulio Camagni sein erstes Comic, seit 1997 arbeitet er als professioneller Zeichner für den größten italienischen Comic-Verlag Sergio Bonelli aus Mailand. Ebendort studierte er Zeitgeschichte an der Universität Mailand. In seiner Arbeit als Comiczeichner für Sergio Bonelli wurde er von Carlo Ambrosini inspiriert und war an mehreren Serien wie Dylan Dog, Martin Mystère und Jan Dix beteiligt. 2022 veröffentlichte er seine erste eigenständige Arbeit, die Comicbiografie von Maximilian I.
Parallel dazu startete er eine Karriere als Maler. Dabei lässt sich Giulio Camagni durch den Tachismus und das Informel inspirieren. Sein künstlerisches Werk wird von den Galerien Ditesheim & Maffei in Neuchâtel, Schweiz, der Artmark Galerie in Wien, Österreich, und der Galleria Claudia Gian Ferrari aus Mailand ausgestellt.
Die Galerien, die seine künstlerischen Arbeiten vertreiben, organisierten mehrere Ausstellungen seiner Zeichnungen, Skulpturen und der Malerei bei Kunstmessen wie der Art Paris, Grand Palais, Paris (2014), Artgenève, Genève (2013, 2014), Vienna Fair (2007–2010), Arte Fiera, Bologna (2006–2009) und MiArt, Mailand (2005–2007).

## Privatleben
Geboren in Udine wuchs Giulio Camagni in Mailand auf, wo er das Liceo Artistico Umberto Boccioni besuchte und sein Zeitgeschichte-Studium abschloss. Danach lebte er in Florenz und Salzburg, wo er die Internationale Sommerakademie für Bildende Kunst, organisiert von Eva Wagner, besuchte. Im Moment lebt und arbeitet er in Wien und Klosterneuburg.

## Werke
- Der Kaiser – Maximilian I., Graphic Novel, Bahoe Books, Wien 2022, ISBN 978-3-903290-85-3